# Leone berbero
Il leone berbero era una popolazione della sottospecie di leone Panthera leo leo. Viveva nelle montagne e nei deserti del Maghreb nordafricano, dal Marocco all'Egitto. Fu sterminato a seguito della diffusione delle armi da fuoco e dell'istituzione di ricompense per l'abbattimento dei leoni. Un'analisi approfondita dei registri di caccia e di avvistamenti ha rivelato che piccoli gruppi di leoni potrebbero essere sopravvissuti in Algeria fino ai primi anni Sessanta e in Marocco fino alla metà dello stesso decennio. Oggi è estinto localmente in questa regione. Resti fossili di leoni berberi databili tra i 100.000 e i 110.000 anni fa sono stati rinvenuti nella grotta di Bizmoune, nei pressi di Essaouira.
Fino al 2017, il leone berbero era considerato una sottospecie distinta di leone. Tuttavia, analisi morfologiche e genetiche di campioni di leoni nordafricani hanno dimostrato che il leone berbero non si differenzia in modo significativo dal leone asiatico, rientrando nello stesso sottogruppo. Questo sottoclade nordafricano/asiatico è strettamente imparentato con i leoni dell'Africa occidentale e delle regioni settentrionali dell'Africa centrale, ed è pertanto classificato nella sottospecie settentrionale Panthera leo leo.

## Descrizione

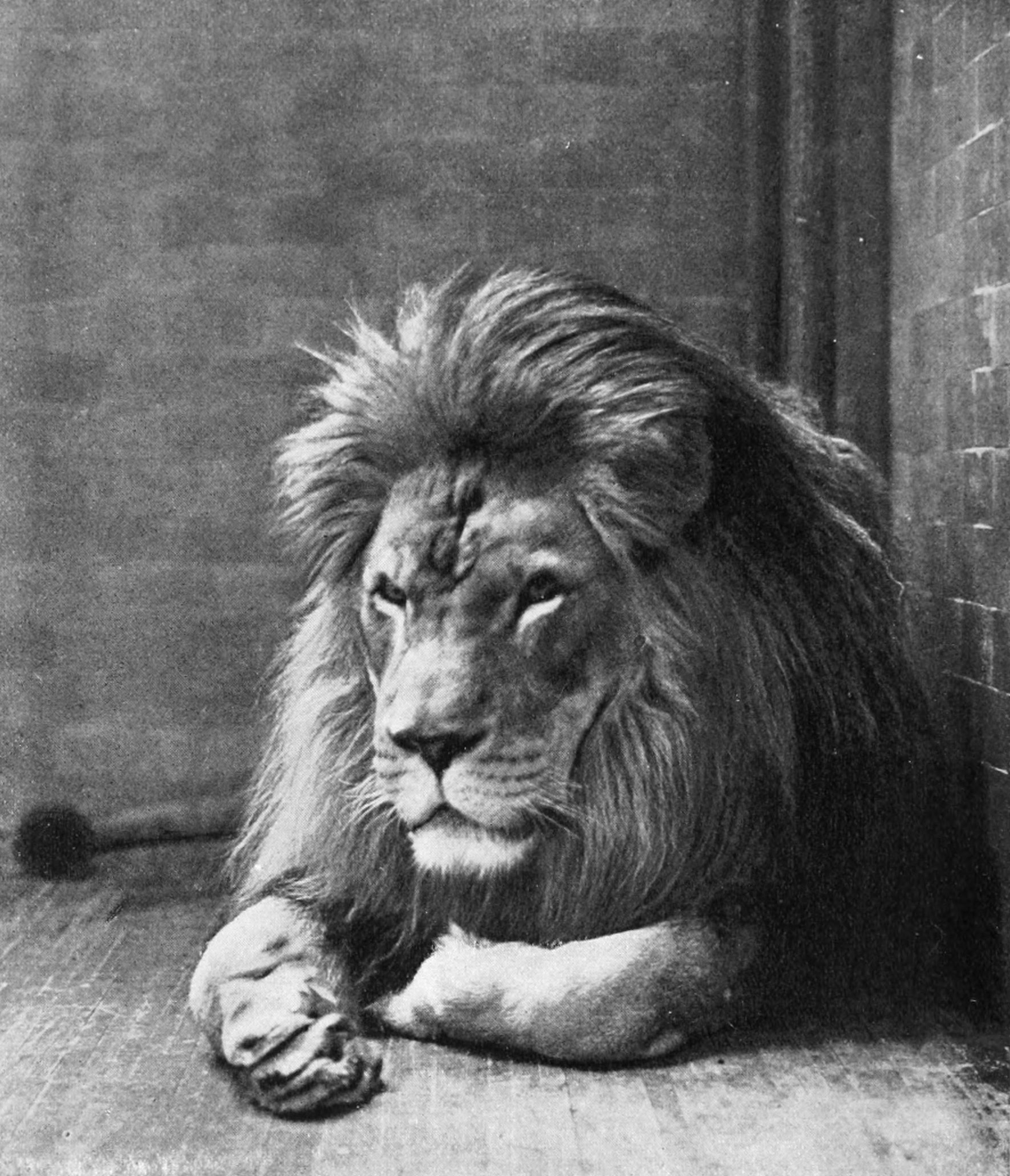
Un leone berbero allo zoo del Bronx (1897).

Gli esemplari zoologici di leone berbero presentano una gamma cromatica che va dal fulvo chiaro al fulvo scuro. Le pelli dei maschi mostrano criniere di colore e lunghezza variabili. La lunghezza dalla testa alla coda dei maschi impagliati conservati nelle collezioni zoologiche varia da 2,35 a 2,8 metri, mentre quella delle femmine si aggira intorno ai 2,5 metri. Le dimensioni dei crani variano da 30,85 a 37,23 centimetri. Alcune criniere si estendevano oltre le spalle e sotto il ventre fino ai gomiti. I peli della criniera misuravano tra gli 8 e i 22 centimetri di lunghezza.
Secondo i resoconti dei cacciatori del XIX secolo, il leone berbero era considerato il più grande tra i leoni, con maschi selvatici dal peso compreso tra 270 e 300 chilogrammi. Tuttavia, l'attendibilità di tali dati rilevati sul campo è discutibile. I leoni berberi in cattività erano molto più piccoli, ma venivano tenuti in condizioni talmente precarie da non poter raggiungere la loro taglia e il loro peso potenziali.
Per lungo tempo si è ritenuto che il colore e le dimensioni delle criniere dei leoni costituissero caratteristiche morfologiche sufficientemente distintive per attribuire lo status di sottospecie alle diverse popolazioni. Tuttavia, lo sviluppo della criniera varia in funzione dell'età e da un individuo all'altro in base alla regione di provenienza, e pertanto non rappresenta un criterio affidabile per l'identificazione delle sottospecie. Le dimensioni della criniera non sono considerate una prova dell'ascendenza dei leoni berberi. Invece, i risultati delle ricerche sul DNA mitocondriale supportano la distinzione genetica dei leoni berberi, grazie a un aplotipo unico individuato in esemplari museali, ritenuto caratteristico di questa popolazione. La presenza di tale aplotipo è considerata un marcatore molecolare attendibile per identificare i leoni berberi in cattività. È possibile che i leoni berberi abbiano sviluppato criniere più lunghe a causa delle temperature più basse delle montagne dell'Atlante rispetto ad altre regioni africane, soprattutto in inverno. I risultati di uno studio a lungo termine condotto sui leoni del Parco nazionale del Serengeti indicano che temperatura ambientale, alimentazione e livello di testosterone influenzano il colore e le dimensioni della criniera.

## Tassonomia

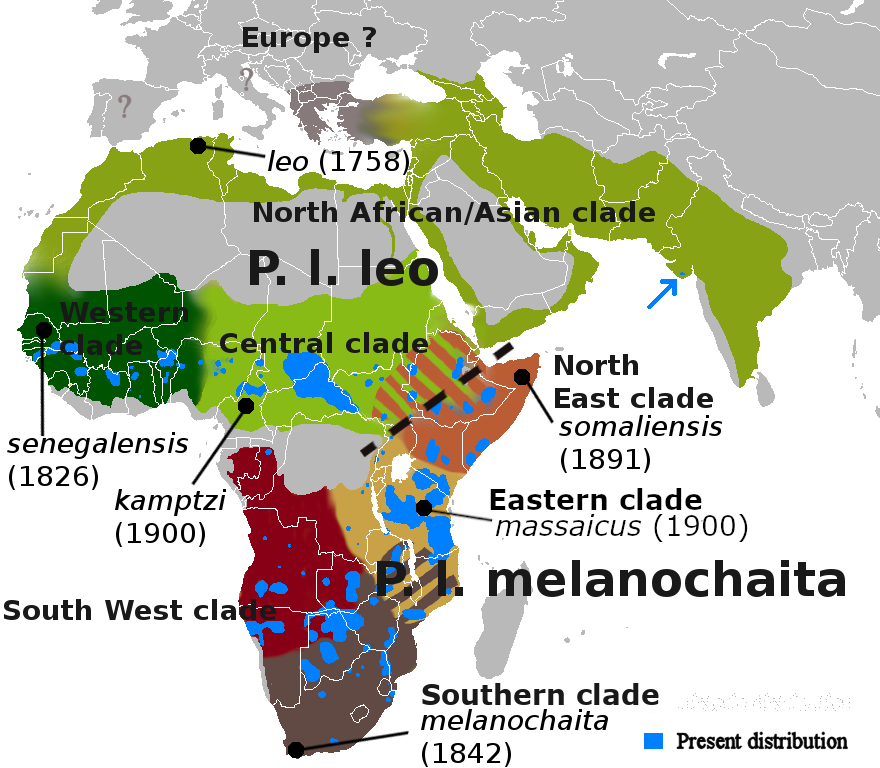
Areali di P. l. leo e P. l. melanochaita.

Felis leo fu il nome scientifico proposto da Carl Linnaeus nel 1758 per un esemplare tipo proveniente da Costantina, Algeria. In seguito alla descrizione di Linneo, diversi esemplari zoologici di leone nordafricano vennero descritti e proposti come sottospecie nel XIX secolo:
- Felis leo barbaricus, descritto dallo zoologo austriaco Johann Nepomuk Meyer nel 1826 a partire dalla pelle di un leone proveniente dalla costa berbera;[12]
- Felis leo nubicus, descritto da Henri Marie Ducrotay de Blainville nel 1843 a partire da un leone maschio della Nubia che era stato inviato al Jardin des Plantes di Parigi da Antoine Clot tramite Il Cairo, e vi morì nel 1841.[13]

Nel 1930, Reginald Innes Pocock assegnò il leone al genere Panthera quando scrisse a proposito del leone asiatico.
Nel XX e XXI secolo vi è stato ampio dibattito e controversia tra gli zoologi riguardo alla classificazione del leone e alla validità delle sottospecie proposte:
- nel 1939, Glover Morrill Allen considerò F. l. barbaricus e nubicus sinonimi di F. l. leo;[15]
- nel 1951, John Ellerman e Terence Morrison-Scott riconobbero solo due sottospecie di leone nel reame paleartico: il leone africano (Panthera leo leo) e il leone asiatico (P. l. persica);[16]
- alcuni autori considerarono P. l. nubicus una sottospecie valida, sinonimo di P. l. massaica;[3][17][18]
- nel 2005, P. l. barbarica, nubica e somaliensis furono tutte incluse in P. l. leo;[19]
- nel 2016, i valutatori della Lista Rossa dell'IUCN utilizzarono P. l. leo per tutte le popolazioni di leone in Africa.[20][19]

Il leone berbero era considerato una sottospecie distinta. Nel 2017, la Cat Classification Task Force del Cat Specialist Group riunì le popolazioni di leone del Nord, dell'Ovest e del Centro Africa, oltre a quelle asiatiche, sotto P. l. leo.
Il leone berbero era noto anche come leone nordafricano, leone dell'Atlante e leone egiziano.

### Ricerche genetiche
Nel 2006 fu pubblicata un'analisi filogeografica basata su campioni di leoni africani e asiatici. Uno dei campioni africani era una vertebra proveniente dalla sezione nubiana del Sudan, conservata al Museo nazionale di storia naturale di Francia. A livello di DNA mitocondriale, risultà raggruppata con campioni cranici di leoni provenienti dalla Repubblica Centrafricana, dall'Etiopia e dalla parte settentrionale della Repubblica Democratica del Congo.
Sebbene il leone berbero storico fosse morfologicamente distinto, la sua unicità genetica rimaneva dubbia. In uno studio esaustivo sull'evoluzione dei leoni pubblicato nel 2008, furono esaminati 357 campioni di leoni selvatici e in cattività provenienti da Africa e India. I risultati mostrarono che quattro leoni in cattività del Marocco non presentavano alcuna caratteristica genetica unica, ma condividevano aplotipi mitocondriali con campioni di leoni dell'Africa occidentale e centrale. Appartenevano tutti a un grande gruppo di mtDNA che includeva anche i leoni asiatici. I risultati supportavano l'ipotesi secondo cui questo gruppo si sarebbe sviluppato in Africa orientale e, circa 118.000 anni fa, si sarebbe espanso verso nord e ovest durante una prima ondata migratoria. Successivamente, si sarebbe differenziato all'interno dell'Africa e poi in Asia occidentale. È probabile che i leoni africani costituiscano una singola popolazione che ha continuato a incrociarsi attraverso varie ondate migratorie sin dal Pleistocene superiore. Dati genomici di un esemplare storico selvatico proveniente dal Sudan lo collocano filogeneticamente vicino a P. l. leo secondo le analisi mitocondriali, ma con una forte affinità anche con P. l. melanochaita.
Uno studio genetico completo pubblicato nel 2016 ha confermato la stretta relazione tra i leoni estinti del Nord Africa e quelli dell'Africa centrale e occidentale, mostrando inoltre che i primi appartengono allo stesso sottoclade del leone asiatico.

## Distribuzione e habitat

L'ultima fotografia di un leone selvatico sulle montagne dell'Atlante, scattata da Marcelin Flandrin nel 1925.

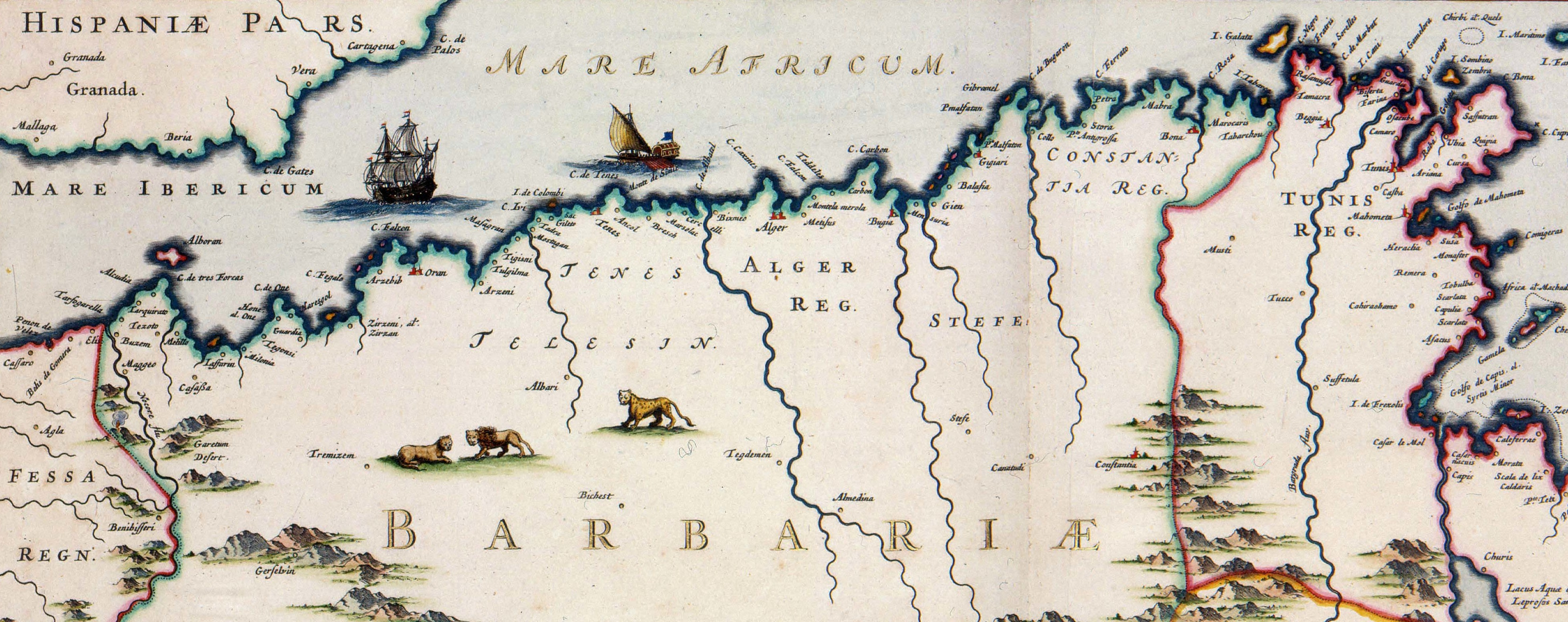
Questo dettaglio di una mappa di Jan Janssonius (1588-1664) mostra l'antica «costa barbaresca» del Nord Africa, nota nel XVII secolo come Barberia, oggi compresa nell'Algeria.

Fossili di leone berbero databili tra 100.000 e 110.000 anni fa sono stati rinvenuti nella grotta di Bizmoune, nei pressi di Essaouira. Il leone berbero viveva nelle montagne e nei deserti del Maghreb nordafricano, dal Marocco all'Egitto. Fu sterminato a seguito della diffusione delle armi da fuoco e dell'introduzione di ricompense per l'abbattimento dei leoni. Oggi è estinto localmente in questa regione. Registrazioni storiche di avvistamenti e cacce risalenti al XIX e XX secolo mostrano che il leone berbero sopravvisse in Algeria fino ai primi anni Sessanta e in Marocco fino alla metà dello stesso decennio. Abitava foreste merditerranee, boscaglie e macchie. L'avvistamento più occidentale di un leone berbero si sarebbe verificato nell'Anti-Atlante, nel Marocco occidentale. La sua distribuzione comprendeva la catena dell'Atlante e il Rif in Marocco, i massicci di Ksour e Amour Range in Algeria, fino alle montagne dell'Aurès in Tunisia. In Algeria, il leone berbero era stato segnalato nelle colline e montagne boscose comprese tra l'Ouarsenis a ovest, le pianure del fiume Chelif a nord e il Pic de Taza a est. Abitava le foreste e le colline boscose della provincia di Costantina, spingendosi a sud fino ai monti dell'Aurès.
Negli anni Trenta dell'Ottocento, i leoni potrebbero essere già stati eliminati lungo la costa del Mar Mediterraneo e nei pressi degli insediamenti umani. In Libia, il leone berbero sopravvisse lungo la costa fino all'inizio del XVIII secolo e fu estirpato in Tunisia entro il 1890. A metà del XIX secolo, la popolazione di leoni berberi aveva subito un drastico declino, poiché si pagavano ricompense per ogni esemplare abbattuto. Le foreste di cedri di Chélia e le montagne adiacenti in Algeria ospitarono leoni fino a circa il 1884. Il leone berbero scomparve dalla regione di Bône entro il 1890, dalle aree di Crumiria e Souk Ahras entro il 1891, e dalla provincia di Batna entro il 1893. L'ultima uccisione documentata di un leone berbero in natura avvenne nel 1942 nei pressi del passo di Tizi n'Tichka, nella parte marocchina dell'Atlante. Una piccola popolazione relitta potrebbe essere sopravvissuta in aree montane isolate fino ai primi anni Sessanta. L'ultimo avvistamento noto di un leone in Algeria risale al 1956, nel distretto di Beni Ourtilane.
Fonti storiche indicano che in Egitto i leoni erano presenti nella penisola del Sinai, lungo il Nilo, nei deserti orientale e occidentale, nella regione del Wadi el-Natrun e lungo la costa mediterranea. Nel XIV secolo a.C., Thutmose IV cacciò leoni nelle colline nei pressi di Menfi. Lo sviluppo delle civiltà lungo il Nilo e nella penisola del Sinai all'inizio del II millennio a.C., insieme alla progressiva desertificazione, contribuì a isolare le popolazioni di leoni del Nord Africa.

## Biologia
All'inizio del XX secolo, quando i leoni berberi erano ormai rari, venivano avvistati in coppie o in piccoli gruppi familiari composti da un maschio, una femmina e uno o due cuccioli. Tra il 1839 e il 1942, gli avvistamenti di leoni selvatici riguardarono animali solitari, coppie e nuclei familiari. L'analisi di questi avvistamenti indica che i leoni continuarono a vivere in branchi anche sotto crescente persecuzione, in particolare nel Maghreb orientale. È probabile che la dimensione dei branchi fosse simile a quella dei leoni delle regioni subsahariane, mentre la densità della popolazione di leoni berberi è ritenuta essere stata inferiore rispetto a quella presente in habitat più umidi.
Quando il cervo berbero (Cervus elaphus barbarus) e le gazzelle divennero scarsi sulle montagne dell'Atlante, i leoni iniziarono a predare mandrie di bestiame sorvegliate con attenzione. Cacciavano anche i cinghiali (Sus scrofa).
Tra i predatori simpatrici della regione si annoveravano il leopardo africano (Panthera pardus pardus) e l'orso dell'Atlante (Ursus arctos crowtheri).

## In cattività
I leoni custoditi nella ménagerie della Torre di Londra durante il Medioevo erano leoni berberi, come dimostrato da analisi del DNA condotte su due crani ben conservati rinvenuti nella Torre durante gli scavi del 1936 e 1937. La datazione al radiocarbonio dei crani li colloca tra il 1280-1385 e il 1420-1480. Nel XIX e all'inizio del XX secolo, i leoni venivano spesso tenuti in alberghi o ménagerie circensi. Nel 1835, i leoni della Torre di Londra furono trasferiti su ordine del Duca di Wellington in recinti più idonei presso lo Zoo di Londra.
I leoni dello zoo di Rabat presentavano caratteristiche considerate tipiche del leone berbero. Nobili e berberi usavano donare leoni alla famiglia reale del Marocco. Quando quest'ultima fu costretta all'esilio nel 1953, i 21 leoni dello zoo di Rabat furono trasferiti in due diversi giardini zoologici della regione: tre furono mandati allo zoo di Casablanca, mentre gli altri furono trasferiti a Meknès. I leoni di Meknès furono riportati al palazzo nel 1955, ma quelli di Casablanca non vi tornarono mai. Alla fine degli anni Sessanta furono costruiti nuovi recinti per i leoni a Temara, nei pressi di Rabat. Un'analisi del DNA mitocondriale pubblicata nel 2006 ha rivelato che un leone ospitato nello zoo tedesco di Neuwied proveniva da questa collezione ed è molto probabilmente un discendente del leone berbero. Cinque campioni di leone provenienti da questa stessa collezione non risultavano appartenere al leone berbero per via materna. Tuttavia, è probabile che i geni del leone berbero siano presenti nei leoni comuni degli zoo europei, poiché questa era una delle sottospecie introdotte più frequentemente. Molti leoni presenti negli zoo europei e americani, dove gli esemplari non sono gestiti in base alla sottospecie, sono con ogni probabilità discendenti di leoni berberi. Numerosi ricercatori e giardini zoologici hanno sostenuto la creazione di un libro genealogico dedicato ai leoni discendenti diretti della collezione del re del Marocco.
All'inizio del XXI secolo, lo zoo di Addis Abeba ospitava 16 leoni adulti. Con le loro criniere scure e brune che si estendevano fino alla parte anteriore delle zampe, somigliavano ai leoni berberi o del Capo. I loro antenati erano stati catturati nel sud-ovest dell'Etiopia come parte di una collezione zoologica per l'imperatore Hailé Selassié.
Dal 2005, tre leoni berberi sono stati ospitati presso lo zoo di Belfast, provenienti dal Port Lympne Wild Animal Park, e nel 2023 è stato inaugurato un nuovo recinto dedicato al leone berbero.

## Importanza culturale

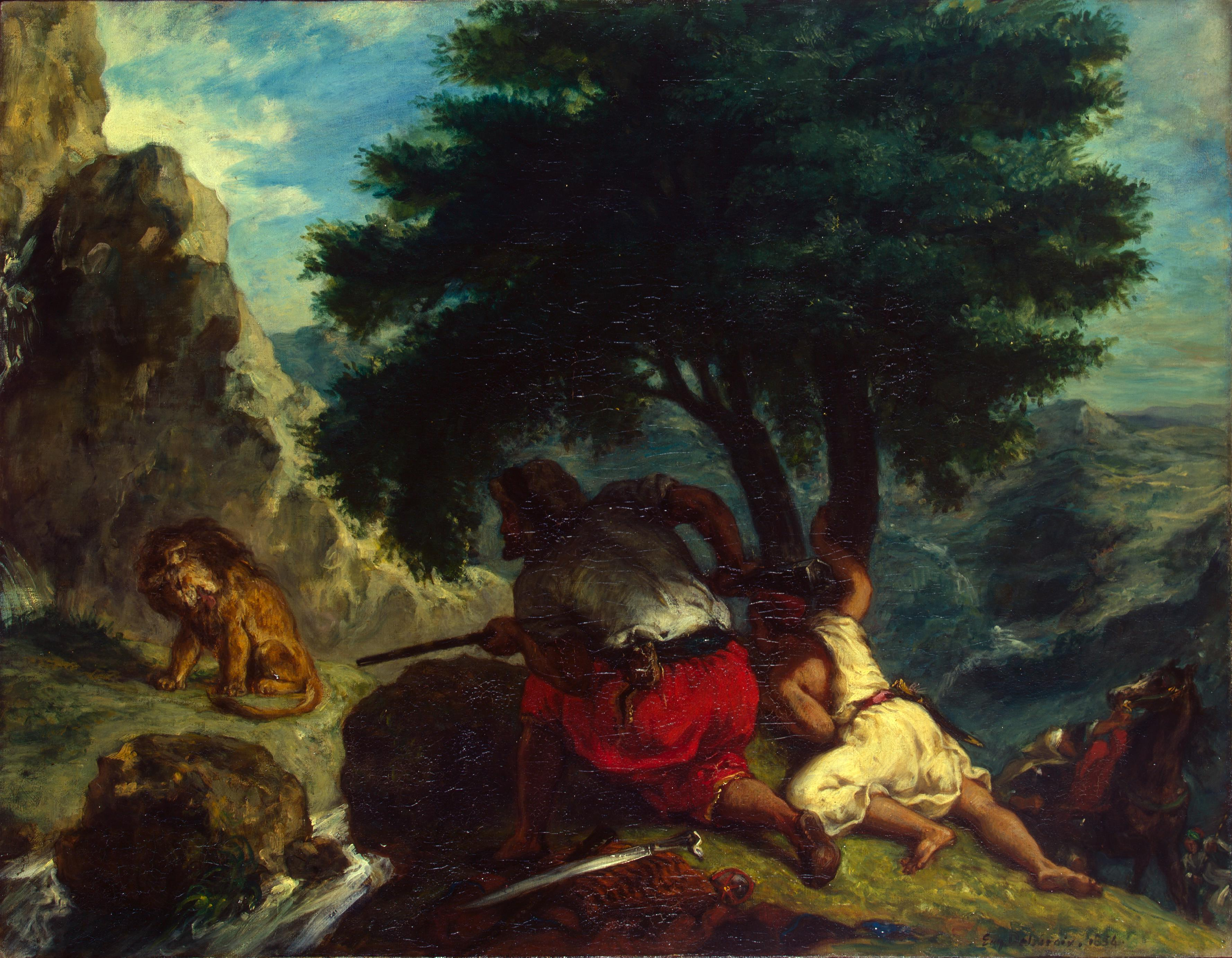
Caccia al leone in Marocco in un quadro di Eugène Delacroix (Ermitage).

Il leone apparve frequentemente anche nell'arte e nella letteratura dell'antico Egitto. Statue e statuette di leoni rinvenute a Ieracompoli e Copto, nell'Alto Egitto, risalgono al Periodo Protodinastico. La dea egizia primitiva Mehit veniva raffigurata con una testa di leone. Nell'Antico Egitto, la dea leonina Sekhmet era venerata come protettrice del paese. Rappresentava la potenza distruttrice, ma era anche considerata una divinità protettrice contro la carestia e le malattie. Figure e amuleti dalla testa di leone sono stati rinvenuti in tombe delle isole egee di Creta, Eubea, Rodi, Paro e Chio; sono associati al culto di Sekhmet e risalgono alla prima età del ferro, tra il IX e il VI secolo a.C. I resti di sette leoni, per lo più giovani, sono stati rinvenuti nella necropoli di Umm el-Qa'ab, in una tomba attribuita a Hor-Aha, datata al XXXI secolo a.C. Nel 2001, lo scheletro di un leone mummificato è stato scoperto nella tomba di Maïa, all'interno di una necropoli dedicata a Tutankhamon a Saqqara. Con ogni probabilità visse e morì durante il periodo tolemaico, mostrava segni di malnutrizione e sarebbe vissuto in cattività per molti anni. Il leone berbero è un simbolo della cultura nubiana e fu frequentemente rappresentato nell'arte e nell'architettura. Divinità nubiane come Amon, Amesemi, Apedemak, Arensnufi, Hathor, Bastet, Dedùn, Mehit, Menhit e Sebiumeker venivano raffigurate come protettrici leonine nella religione dei regni di Kush.
Nel Nord Africa romano, i leoni venivano regolarmente cacciati da cacciatori esperti per essere utilizzati negli spettacoli di venationes negli anfiteatri.
La nazionale di calcio del Marocco è chiamata «I Leoni dell'Atlante», e i tifosi sono spesso visti indossare magliette con il volto di un leone o travestiti da leone.